# Giuseppe Perosi
Giuseppe Perosi (1842 - 1908) fou un organista, director de la capella de la Catedral de Tortona i compositor italià. És sobretot conegut per ser el pare i primer mestre del compositor Lorenzo Perosi i del director d'orquestra Marziano Perosi.
És autor de composicions sacres i profanes.